# Abschnittswall Kröver Burgberg

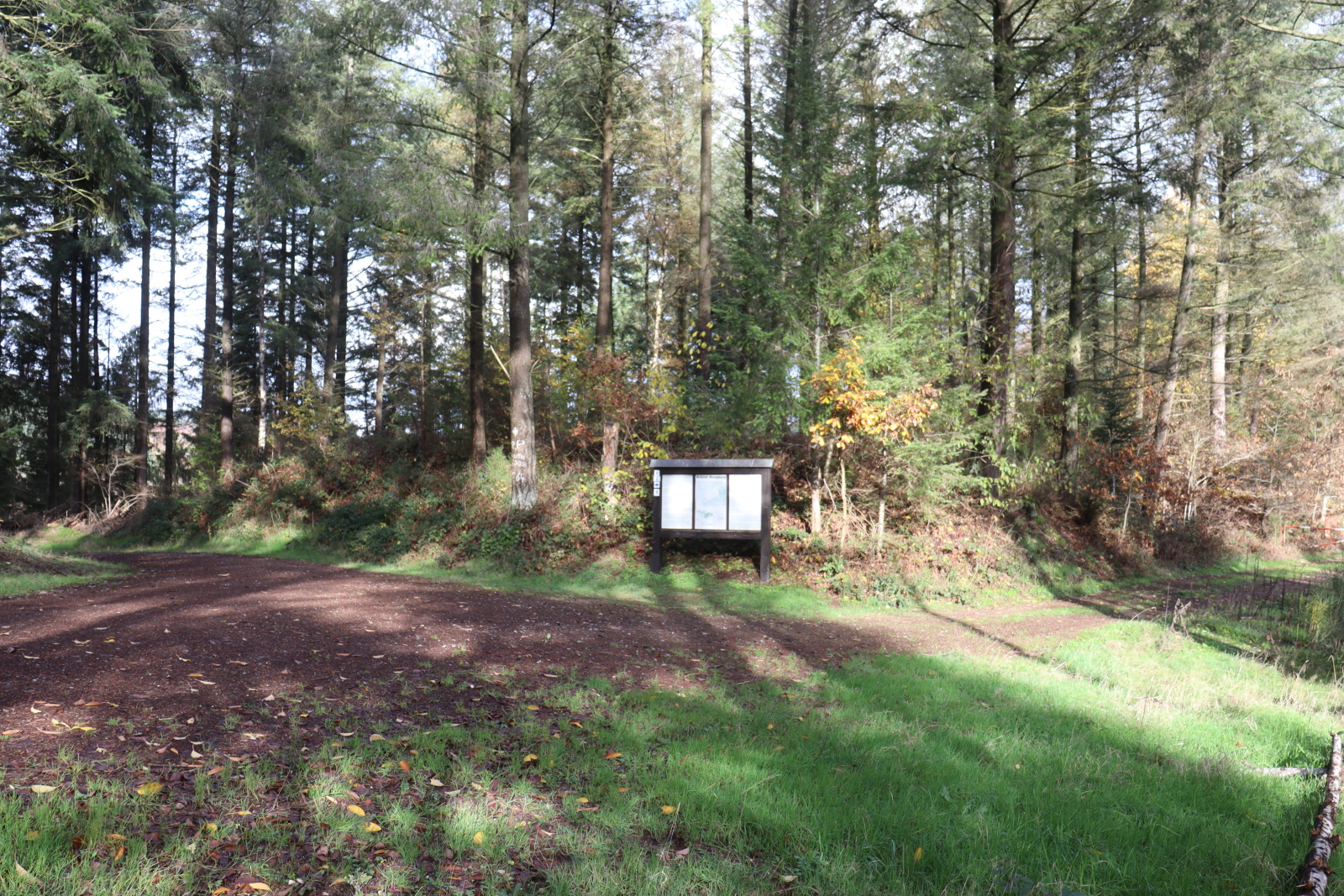
Abschnittswall Kröv am Burgberg mit Hinweistafel vor dem Vorwall.

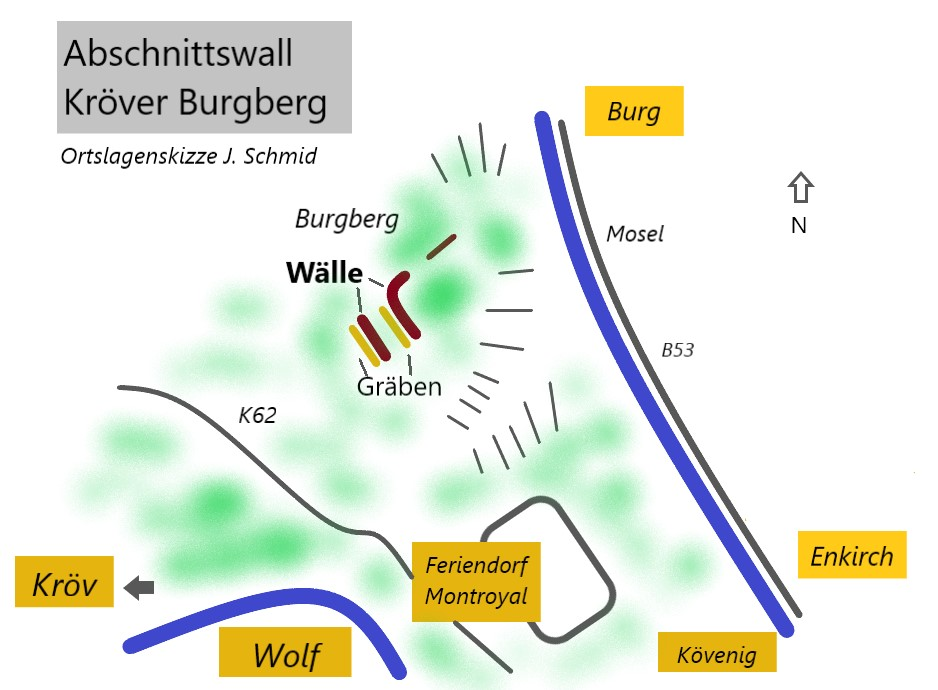
Abschnittswall auf dem Kröver Burgberg mit Ortslage und Aufbau

Der Abschnittswall Kröver Burgberg ist ein Abschnittswall auf dem Burgberg bei Kröv etwa 1,5 km nordwestlich von Kövenig auf dem nach Nordosten gerichteten Bergrücken. Er ist ausgelegt als Doppelwallsystem mit je einem vorgelagerten Graben.

## Geschichte
Die erste Erwähnung der Anlage findet sich 1913 in einem Fragebogen für den Eintrag in die archäologische Karte des Regierungsbezirks Trier. Reinhard Schindler vom Rheinischen Landesmuseum Trier stieß erneut auf das Wallsystem bei der Erstellung einer Liste von neu zu vermessenden Anlagen. Die Vermessung erfolgte 1974 durch Karl-Heinz Koch vom Landesmuseum. Im gleichen Jahr 1974 kam es zu einem Anschnitt eines der Wälle bei der Einrichtung einer Kiesgrube in diesem Bereich, das Landesmuseum konnte jedoch eine weitere Beeinträchtigung verhindern und den Abbau stoppen. 1979 wurde ein Raubgräberanschnitt des zweiten Walles entdeckt, worauf schließlich eine archäologische Untersuchung der Anlage durch das Landesmuseum vorgenommen wurde. Im zweiten Wall konnten mindestens zwei Befestigungsphasen festgestellt werden, wie zwei gefundene hintereinanderliegende Trockenmauern belegen. In einer der Trockenmauern fanden sich noch Pfostennischen mit Eintiefungen, womit es sich hier nachweislich um eine Pfostenschlitzmauer handelte.  Keramikfunde aus der Frühlatène, Scherben und ein Tüllenbeil wurden als Bodenfunde verzeichnet und führten zur zeitlichen Einordnung der Anlage als vorgeschichtliche Befestigung. Das Zugangstor zur Anlage konnte nicht mehr lokalisiert werden. Für den Innenraum der Gesamtanlage wurde eine Länge von 170 m und Breite von 60 m angenommen.

## Bilder

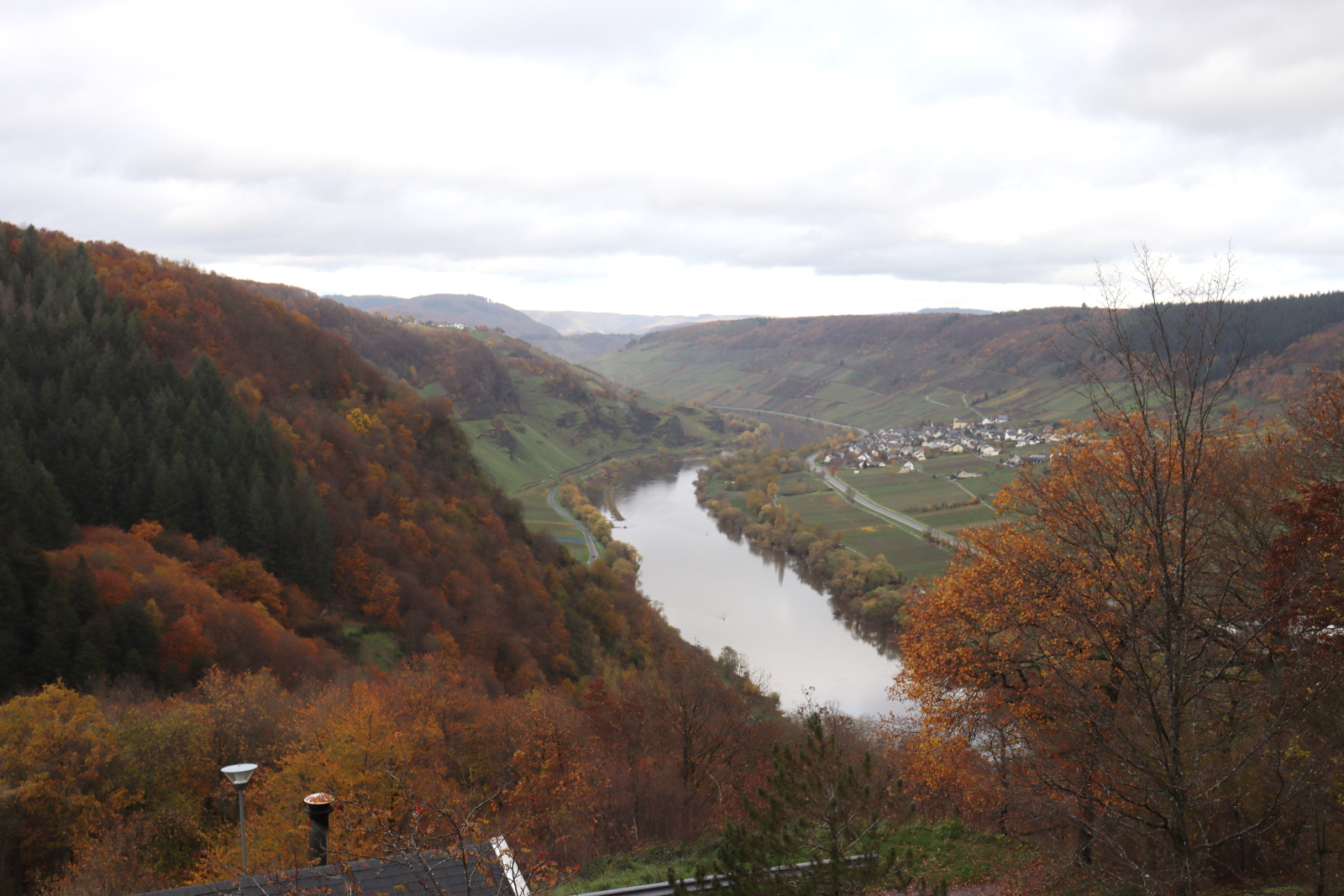
Der Kröver Burgberg mit Abschnittswall links der  Mosel von Montroyal aus gesehen.
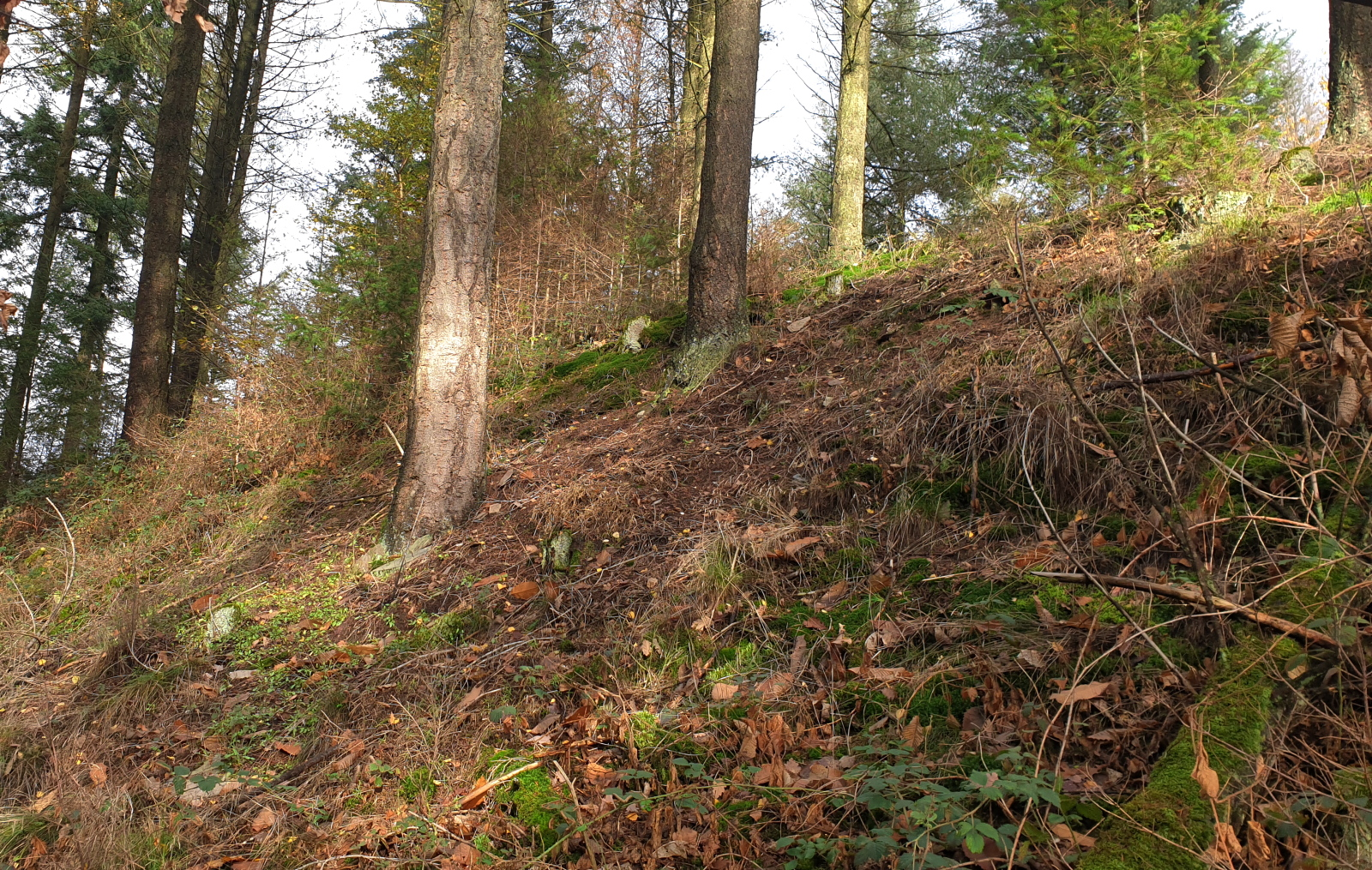
Hauptwall des Abschnittswalls Kröver Burgberg mit Blick aus dem Vorgraben.
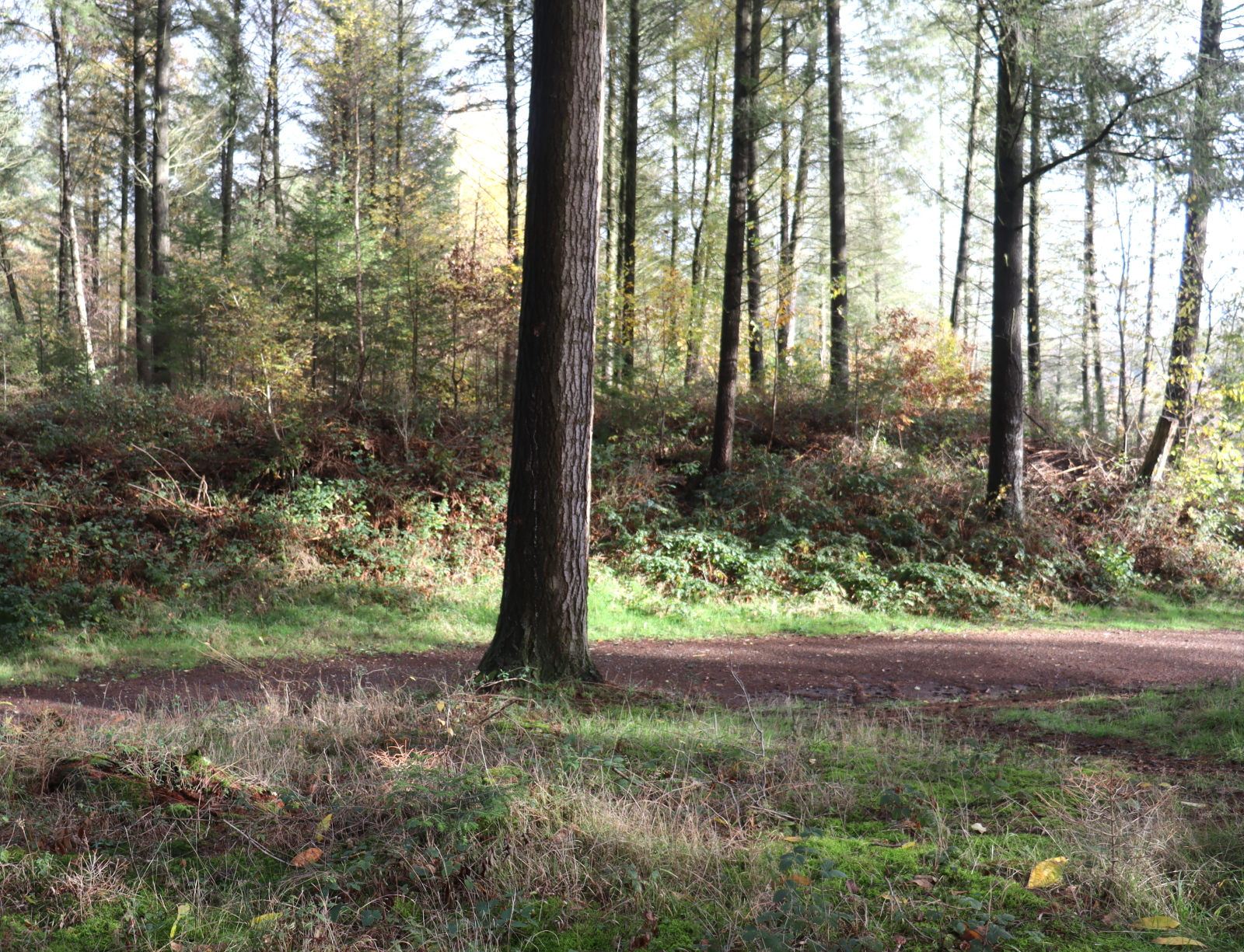
Vorwall Abschnittswall Kröver Burgberg.
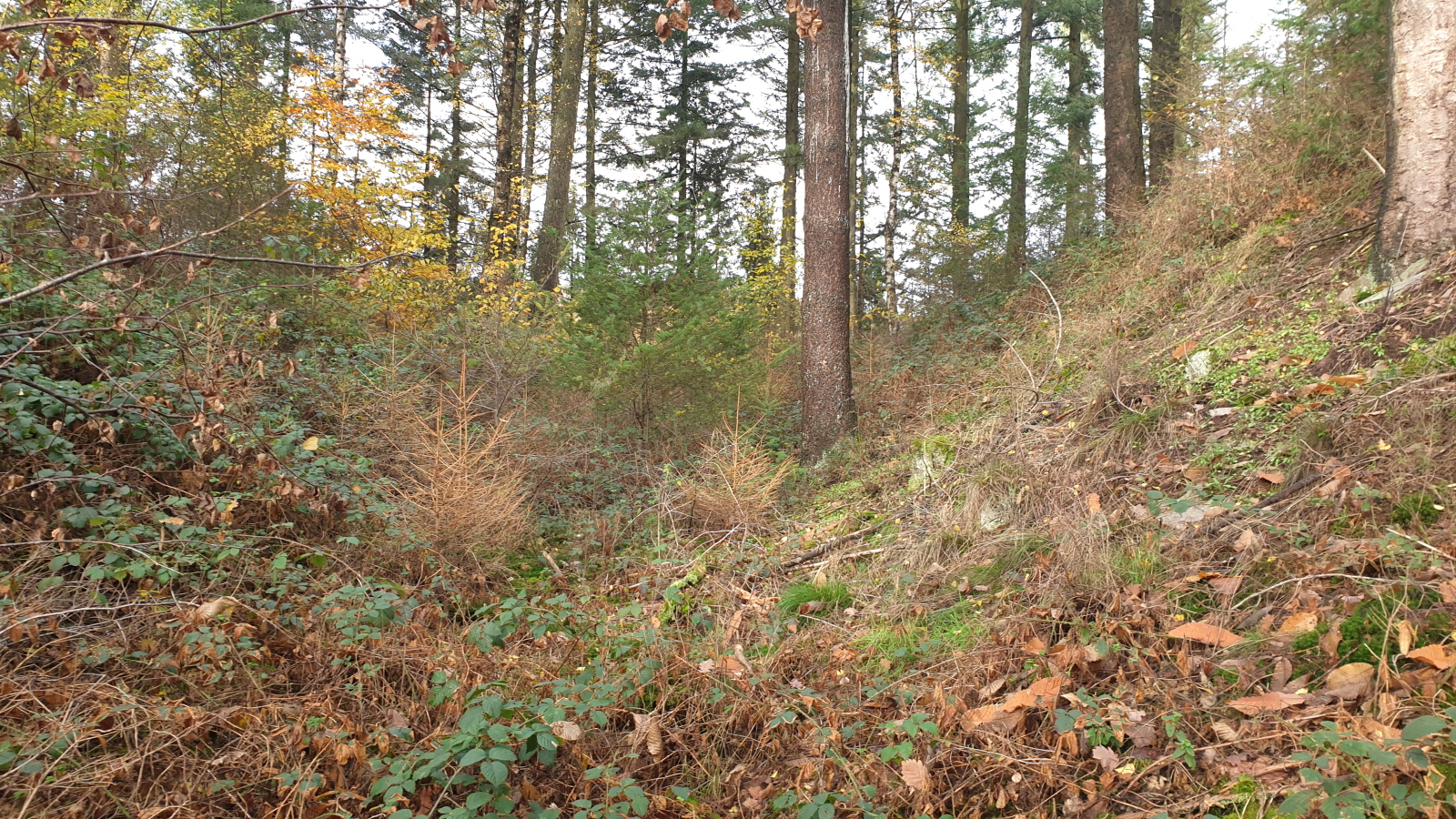
Hauptgraben am Abschnittswall Kröver Burgberg.
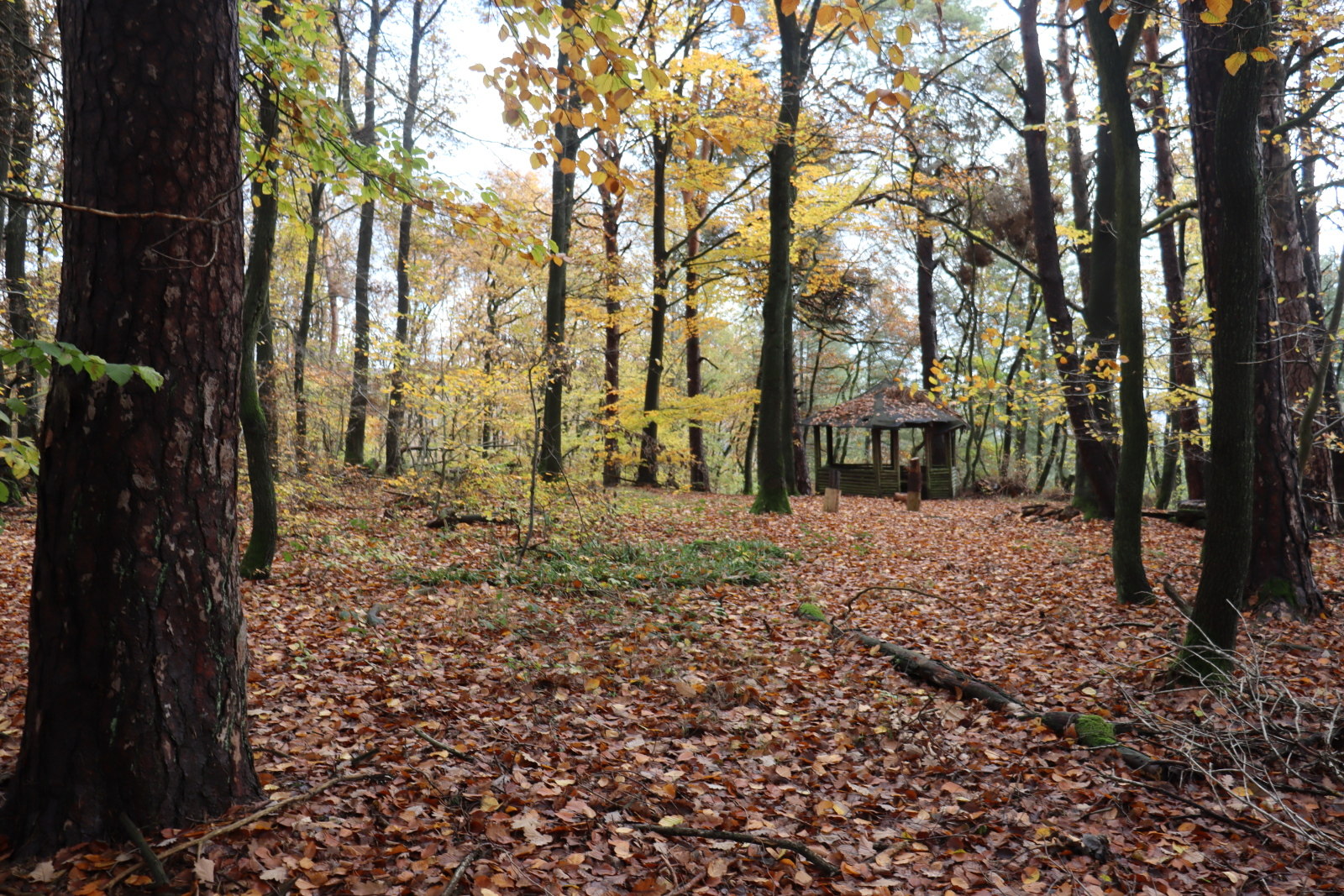
Geländeebene hinter dem Hauptwall des Abschnittwalls am Kröver Burgberg.